# Hsieh Su-wei
Hsieh Su-wei (chinesisch 謝淑薇 / 谢淑薇, Pinyin Xiè Shúwéi; * 4. Januar 1986 in Taipeh) ist eine taiwanische Tennisspielerin. Sie war 59 Wochen die Nummer eins der Weltrangliste im Doppel und gewann bislang insgesamt sieben Grand-Slam-Turniere im Doppel und zwei Grand-Slam-Turniere im Mixed sowie 2013 die WTA Finals im Doppel.

## Karriere

### 2001 bis 2004
Hsieh, die sechs Geschwister hat, wurde im Alter von fünf Jahren von ihrem Vater, der sie dann noch viele Jahre trainierte, an den Tennissport herangeführt. Bereits als Juniorin machte sie auf sich aufmerksam, als sie 2001 bei der Juniorinnenkonkurrenz der Australian Open ins Viertelfinale kam und später gemeinsam mit ihrer Landsfrau Chan Chin-wei den renommierten Osaka Mayor’s Cup gewinnen konnte. Ihre Im selben Jahr sammelte sie erste Erfahrungen auf der ITF Women’s World Tennis Tour, auf der sie bis zum Ende des Jahres fünf Titel gewann, darunter auch ein Turnier der $25.000-Kategorie in Peachtree City. Bei ihrem Debüt auf der WTA-Tour in Bali qualifizierte sie sich sogleich fürs Hauptfeld und kam bis ins Halbfinale, in dem sie der späteren Siegerin Angelique Widjaja knapp in drei Sätzen unterlag. Beim anschließenden WTA-Turnier in Pattaya zog sie, erneut aus der Qualifikation kommend, ins Viertelfinale ein und beendete die Saison unter den besten 200 der Weltrangliste. 2002 gab Hsieh ihren Einstand in den Qualifikationsrunden aller vier Grand-Slam-Turniere und erreichte mit Platz neun ihre beste Position in der Junioren-Tennisweltrangliste.
2003 debütierte Hsieh gegen Indonesien erstmals für die taiwanische Fed-Cup-Mannschaft. Seitdem hat sie für ihr Land 33 Begegnungen im Einzel und Doppel bestritten, von denen sie 21 gewinnen konnte (Einzelbilanz 15:10).

### 2005 bis 2007
In den darauffolgenden zwei Jahren wurde es ruhig um sie; erst 2005 meldete sie sich mit vier weiteren ITF-Titeln der $25.000-Kategorie zurück. Außerdem gelang ihr in New York erstmals die Qualifikation für die Hauptrunde eines Grand-Slam-Turniers, allerdings war sie zum Auftakt gegen Katarina Srebotnik chancenlos. Dennoch kehrte Hsieh zum Saisonende in die Top 200 der Weltrangliste zurück. 2006 erreichte sie in ihrer Heimatstadt Kaohsiung bei einem Turnier der $75.000-Kategorie ihr bis dahin größtes Finale, das sie jedoch gegen ihre Landsfrau Chan Yung-jan verlor. Im Jahr darauf gewann sie in Redding in den USA ihren ersten Titel außerhalb der Asien-Pazifik-Region und erreichte in Paris und London erstmals das Hauptfeld, wo sie jeweils in der ersten Runde ausschied. Bei den China Open in Peking konnte sie an der Seite von Chuang Chia-jung ihren ersten WTA-Titel im Doppel erringen. Noch im selben Monat triumphierten die beiden auch in Seoul, sodass Hsieh die Saison erstmals unter den besten 100 der Doppelweltrangliste abschloss.

### 2008 bis 2011
2008 folgte für Hsieh der internationale Durchbruch, als sie bei den Australian Open als Qualifikantin das Achtelfinale erreichte und erst von Justine Henin gestoppt wurde. Auch wenn sie im weiteren Verlauf des Jahres nur sporadisch auf der WTA Tour antrat, schloss sie die Saison, in der sie bei drei weiteren ITF-Turnieren der $25.000-Kategorie in Japan triumphieren konnte, zum ersten Mal in den Top 100 der Weltrangliste ab. Auch im Doppel schaffte sie erstmals den Sprung in die Top 40 der Weltrangliste, nachdem sie mit Peng Shuai in Bali ihren dritten WTA-Titel errang und im Anschluss zusammen mit Chuang ihren Titel in Seoul verteidigte. Im Jahr darauf begann Hsieh, sich verstärkt auf das Doppel zu konzentrieren. Zu Beginn der Saison tat sie sich erstmals für die Dauer eines ganzen Jahres mit Peng Shuai zusammen und gewann mit ihr in Sydney ihren ersten Doppeltitel bei einem Turnier der Premier-Kategorie. Darauf folgte im Mai für die beiden der Triumph in Rom und im Oktober der Gewinn des Premier-Mandatory-Turniers in Peking sowie der Einzug ins Halbfinale der French Open, ihrem bis dahin größten Erfolg im Doppel. Auch im Mixed-Wettbewerb der US Open stieß sie zusammen mit Kevin Ullyett in die Runde der letzten Vier vor. Am Ende des Jahres wurde Hsieh erstmals unter den Top 10 der Doppelweltrangliste geführt. Unter den Erfolgen im Doppel litten Hsiehs Einzelleistungen, zumal sie bei den hochdotierten Turnieren aufgrund ihres niedrigen Einzelrankings stets in der Qualifikation ausschied und so kaum Punkte sammeln konnte. Am Ende des Jahres fiel sie mit nur neun Saisonsiegen in der Weltrangliste sogar aus den Top 300 heraus. 2010 markierte den Tiefpunkt in der Laufbahn von Hsieh als Einzelspielerin. Bei ihrem einzigen Auftritt im Hauptfeld eines WTA-Turniers in Guangzhou scheiterte sie bereits zum Auftakt und kam im gesamten Saisonverlauf nicht über ein einziges Halbfinale bei einem ITF-Turnier der $25.000-Kategorie hinaus. Im folgenden Jahr konnte sie mit drei ITF-Titeln, darunter ihr bis dahin größter bei einem Turnier der $75.000-Kategorie in Peking wieder den Anschluss zur WTA Tour herstellen. In der Mixed-Konkurrenz von Wimbledon erreichte sie gemeinsam mit Paul Hanley das Halbfinale, in Guangzhou gewann sie mit Zheng Saisai ihren achten WTA-Doppeltitel.

### 2012 bis 2017

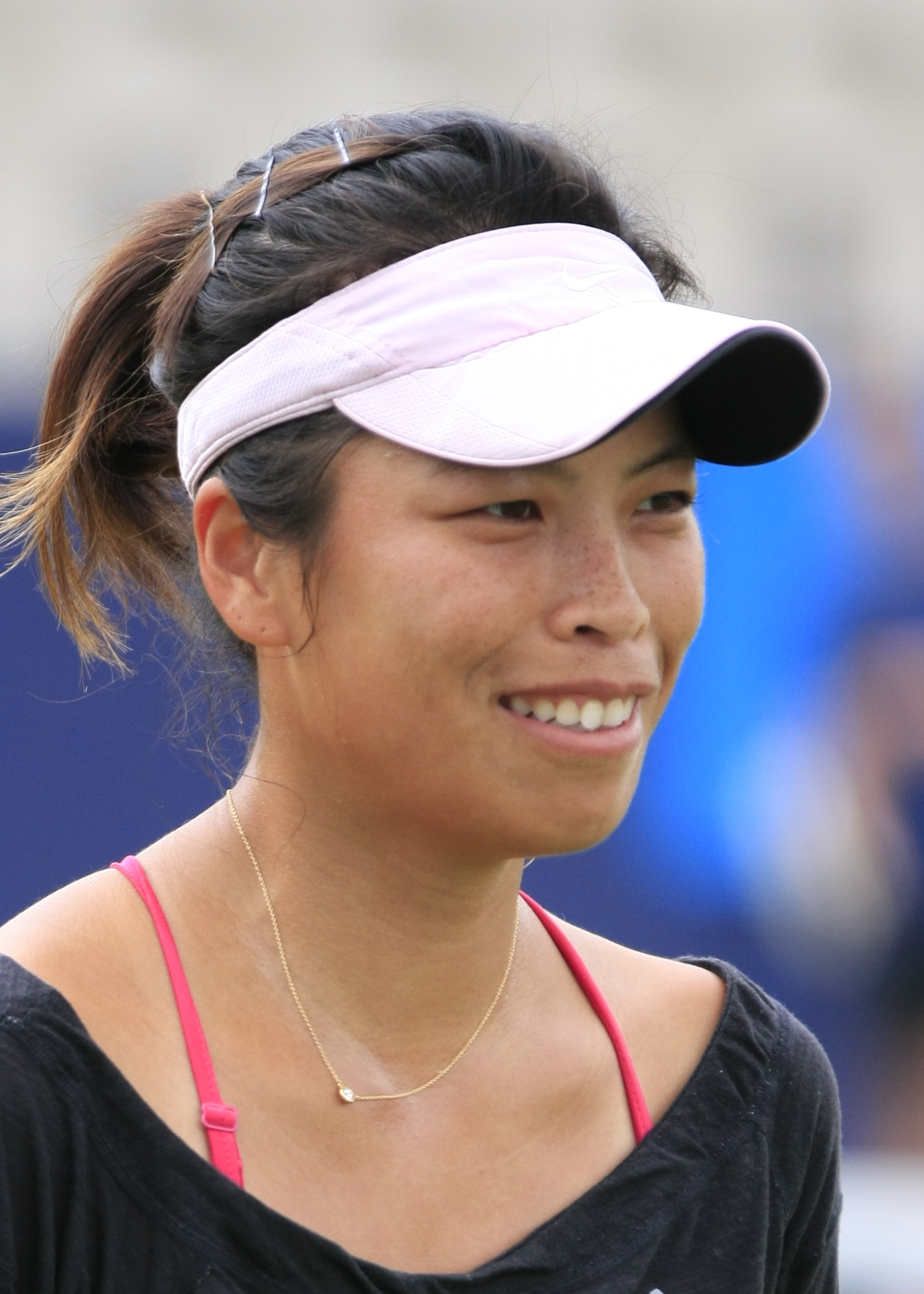
Hsieh Su-wei (2014)

2012 gelang Hsieh dann der unerwartete Durchbruch im Einzel. Zuerst stand sie in Pattaya nach elf Jahren Unterbrechung wieder im Halbfinale eines WTA-Turniers. In Kuala Lumpur errang sie dann ihren ersten WTA-Einzeltitel, wobei sie vom kurzfristigen Viertelfinal-Rückzug Agnieszka Radwańskas sowie von der verletzungsbedingten Aufgabe von Petra Martić im Endspiel profitierte. Auf diesen folgte im September in Guangzhou ihr zweiter Triumph nach einem Finalsieg über Laura Robson. Bei den Olympischen Spielen schied sie im Einzel in der ersten Runde gegen ihre langjährige Doppelpartnerin Peng aus, im Doppel erreichte sie gemeinsam mit Chuang das Viertelfinale, in dem sie gegen die späteren Silbermedaillengewinnerinnen Andrea Hlaváčková und Lucie Hradecká aus Tschechien unterlagen. Zudem gewann sie zwei hochdotierte ITF-Turniere der $100.000-Kategorie in Ningbo und Suzhou und beendete die Saison erstmals in den Top 30 der Welt. Dadurch qualifizierte sie sich für das International Tournament of Champions 2012 in Sofia, wo sie nach einem Sieg gegen Daniela Hantuchová und zwei Niederlagen gegen Caroline Wozniacki und Roberta Vinci in der Gruppenphase ausschied. Im Doppel konnte sie hingegen in Birmingham an der Seite von Tímea Babos nur einen Titel gewinnen. Ihr bestes Resultat dort war der Einzug ins Halbfinale bei den US Open gemeinsam mit Anabel Medina Garrigues.
Im Februar 2013 erreichte sie mit Platz 23 zunächst ihre bislang beste Weltranglistenposition im Einzel. Trotzdem lag der Fokus von Hsieh in diesem Jahr wieder primär auf dem Doppel. Gemeinsam mit Peng Shuai, mit der sie bereits 2009 große Turniere gewinnen konnte, triumphierte sie in Wimbledon nach einem Endspielsieg über Ashleigh Barty und Casey Dellacqua erstmals bei einem Grand-Slam-Turnier und siegte auch zum Saisonabschluss bei den WTA Championships 2013 in Istanbul. Daneben gewannen die beiden zum zweiten Mal in Rom und sicherten sich auch beim Mandatory-Turnier in Cincinnati den Titel. 2014 gewannen sie das Turnier von Doha, triumphierten in Indian Wells und holten bei den French Open, wo sie sich im Finale gegen Sara Errani und Roberta Vinci durchsetzten, ihren zweiten Grand-Slam-Titel. Im Mai erreichte Hsieh als 32. Spielerin sowie erste Taiwanerin überhaupt die Nummer eins der Doppelweltrangliste.
Im Einzel verliefen die Jahre nach 2012 deutlich weniger erfolgreich und Hsieh fiel in der Einzelweltrangliste zwischenzeitlich wieder aus den Top 100 zurück. Erst 2015 erreichte sie in Kuala Lumpur ein weiteres Mal das Halbfinale und gewann bis zum Saisonende drei weitere ITF-Turniere, darunter ein weiteres der $100.000-Kategorie in Nanjing. 2016 erzielte sie bei ihrem Heimturnier in Kaohsiung ein WTA-Halbfinale, errang das Endspiel des $100.000-Turniers in Marseille und siegte zum Saisonabschluss in Dubai. 2017 kam sie bei einem Turnier der WTA Challenger Series in Hua Hin ins Finale, verlor aber gegen Belinda Bencic in zwei Sätzen. Außerdem konnte sie in Paris mit einem Erstrundensieg über Johanna Konta ihren ersten Erfolg gegen eine Top-10-Spielerin landen und zum ersten Mal in die dritte Runde einziehen. Auch im Doppel durchschritt Hsieh nach der Auflösung ihrer äußerst erfolgreichen sportlichen Kollaboration mit Peng eine schwächere Periode. Nur bei kleineren Turnieren der International-Kategorie konnte sie mit wechselnden Partnerinnen weitere Titel einfahren, so etwa in Budapest, wo sie 2017 mit Oksana Kalaschnikowa triumphierte, oder in Biel, wo sie zwei Monate später an der Seite von Monica Niculescu siegreich war. Gemeinsam mit Pablo Cuevas erzielte sie bei den Australian Open ihr drittes Grand-Slam-Halbfinale im Mixed.

### Seit 2018
2018 meldete sich Hsieh eindrucksvoll auf der WTA Tour zurück. Neben ihrem dritten WTA-Titel in Hiroshima, wo sie im Finale Amanda Anisimova besiegte, überraschte sie auch bei den Grand Slams. Bei den Australian Open erreichte sie nach zehn Jahren wieder das Achtelfinale und schlug dabei in der zweiten Runde die Weltranglistendritte Garbiñe Muguruza, bevor sie in der vierten Runde Angelique Kerber unterlag. Auch in Wimbledon konnte sie nach einem Drittrundenerfolg über die Weltranglistenerste Simona Halep ins Achtelfinale vorstoßen, wo sie an Dominika Cibulková scheiterte. Daneben kam sie bei vier weiteren WTA-Turnieren in Auckland, Rabat, Seoul und Tianjin ins Halbfinale und schloss die Saison erstmals seit 2012 wieder in den Top 30 der Welt ab. Auch im Doppel setzte ein Aufwärtstrend ein, nachdem sie mit Barbora Strýcová zusammen zum zweiten Mal in Indian Wells gewann.
Im darauffolgenden Jahr bildeten die beiden dauerhaft eine Paarung und gewannen gemeinsam vier Titel. Nach Turniersiegen in Dubai, Madrid und Birmingham, folgte in Wimbledon nach einem Finalerfolg über Gabriela Dabrowski und Xu Yifan der dritte Grand-Slam-Titel für Hsieh. Im Einzel kam sie zum Auftakt in Auckland erneut ins Halbfinale, ehe sie in Dubai nach zwei weiteren Top-10-Siegen gegen Angelique Kerber und Karolína Plíšková mit dem Einzug in die Runde der letzten Vier, in der sie Petra Kvitová unterlag, ihr bestes Saisonresultat errang. In Miami, wo sie erstmals das Viertelfinale erreichte, gelang ihr gegen Naomi Ōsaka ihr zweiter Erfolg gegen eine amtierende Weltranglistenerste. Die Saison konnte sie im Einzel erneut unter den besten 40 der Welt abschließen, auch weil sie erstmals bei allen vier Grand-Slam-Turnieren die Auftaktrunde überstand.
Vor dem coronabedingten Saisonabbruch 2020 gewannen Hsieh und Strýcová in Brisbane, Dubai und Doha. Bei den Australian Open kamen die beiden ins Endspiel, verloren dort aber wie auch im Finale der WTA Championships 2019 in Shenzhen gegen Kristina Mladenovic und Tímea Babos. Dennoch übernahm Hsieh im März erneut die Führung in der Doppelweltrangliste.
2021 erreichte Hsieh bei den Australian Open mit dem Einzug ins Viertelfinale, in dem sie Naomi Ōsaka unterlag, ihr bis dato bestes Ergebnis bei einem Grand-Slam-Turnier im Einzel.
2023 gewann Hsieh in Wimbledon im Doppelfinale an der Seite von Barbora Strýcová den Titel. Sie besiegten im Finale die Nummer drei der Setzliste, Storm Hunter und Elise Mertens, mit 7:5, 6:4. Dies war der vierte Doppeltitel in Wimbledon von Hsieh und der zweite gemeinsam mit Strýcová. Hsieh und Strýcová waren beide zum Zeitpunkt des Sieges 37 Jahre alt und somit das älteste Siegerpaar im Damendoppel in Wimbledon. Erst im Juni hatte Hsieh zusammen mit Wang Xinyu die French Open gewonnen.
Bei den Australian Open 2024 gewann sie zwei weitere Grand-Slam-Titel. Hsieh Su-wei und die Belgierin Elise Mertens besiegten im Finale des Damendoppels die Ukrainerin Lyudmyla Kichenok und die Lettin Jelena Ostapenko mit 6:1, 7:5. Zwei Tage zuvor hatte Hsieh Su-wei zusammen mit dem Polen Jan Zielinski den Titel im Gemischten Doppel geholt. Sie ist damit die erste Taiwanerin, die zwei Titel bei einem Grand-Slam-Turnier gewonnen hat. Die bei Turniersieg 38-jährige ist damit auch die zweitälteste Tennisspielerin, die einen Grand Slam im Damendoppel gewonnen hat. Die Amerikanerin Lisa Raymond war acht Tage älter als Hsieh, als sie 2011 die US Open gewann.

## Turniersiege

### Einzel
| Nr. | Datum              | Turnier      | Kategorie         | Belag     | Finalgegnerin    | Ergebnis              |
| --- | ------------------ | ------------ | ----------------- | --------- | ---------------- | --------------------- |
| 1.  | 4. März 2012       | Kuala Lumpur | WTA International | Hartplatz | Petra Martić     | 2:6, 7:5, 4:1 Aufgabe |
| 2.  | 22. September 2012 | Guangzhou    | WTA International | Hartplatz | Laura Robson     | 6:3, 5:7, 6:4         |
| 3.  | 16. September 2018 | Hiroshima    | WTA International | Hartplatz | Amanda Anisimova | 6:2, 6:2              |

### Doppel
| Nr. | Datum              | Turnier         | Kategorie              | Belag             | Partnerin            | Finalgegnerinnen                     | Ergebnis           |
| --- | ------------------ | --------------- | ---------------------- | ----------------- | -------------------- | ------------------------------------ | ------------------ |
| 1.  | 23. September 2007 | Peking          | WTA Tier II            | Hartplatz         | Chuang Chia-jung     | Han Xinyun Xu Yifan                  | 7:63, 6:3          |
| 2.  | 30. September 2007 | Seoul           | WTA Tier IV            | Hartplatz         | Chuang Chia-jung     | Eleni Daniilidou Jasmin Wöhr         | 6:3, 6:0           |
| 3.  | 14. September 2008 | Bali            | WTA Tier III           | Hartplatz         | Peng Shuai           | Marta Domachowska Nadja Petrowa      | 6:74, 7:63, [10:7] |
| 4.  | 28. September 2008 | Seoul           | WTA Tier IV            | Hartplatz         | Chuang Chia-jung     | Wera Duschewina Marija Kirilenko     | 6:3, 6:0           |
| 5.  | 18. Januar 2009    | Sydney          | WTA Premier            | Hartplatz         | Peng Shuai           | Nathalie Dechy Casey Dellacqua       | 6:0, 6:1           |
| 6.  | 10. Mai 2009       | Rom             | WTA Premier 5          | Sand              | Peng Shuai           | Daniela Hantuchová Ai Sugiyama       | 7:5, 7:65          |
| 7.  | 10. Oktober 2009   | Peking          | WTA Premier Mandatory  | Hartplatz         | Peng Shuai           | Alla Kudrjawzewa Jekaterina Makarowa | 6:3, 6:1           |
| 8.  | 24. September 2011 | Guangzhou       | WTA International      | Hartplatz         | Zheng Saisai         | Chan Chin-wei Han Xinyun             | 6:2, 6:1           |
| 9.  | 17. Juni 2012      | Birmingham      | WTA International      | Rasen             | Tímea Babos          | Liezel Huber Lisa Raymond            | 7:5, 6:72, [10:8]  |
| 10. | 19. Mai 2013       | Rom             | WTA Premier 5          | Sand              | Peng Shuai           | Sara Errani Roberta Vinci            | 4:6, 6:3, [10:8]   |
| 11. | 6. Juli 2013       | Wimbledon       | Grand Slam             | Rasen             | Peng Shuai           | Ashleigh Barty Casey Dellacqua       | 7:61, 6:1          |
| 12. | 18. August 2013    | Cincinnati      | WTA Premier 5          | Hartplatz         | Peng Shuai           | Anna-Lena Grönefeld Květa Peschke    | 2:6, 6:3, [12:10]  |
| 13. | 21. September 2013 | Guangzhou       | WTA International      | Hartplatz         | Peng Shuai           | Vania King Galina Woskobojewa        | 6:3, 4:6 [12:10]   |
| 14. | 27. Oktober 2013   | Istanbul        | WTA Tour Championships | Hartplatz (Halle) | Peng Shuai           | Jelena Wesnina Jekaterina Makarowa   | 6:4, 7:5           |
| 15. | 15. Februar 2014   | Doha            | WTA Premier 5          | Hartplatz         | Peng Shuai           | Květa Peschke Katarina Srebotnik     | 6:4, 6:0           |
| 16. | 15. März 2014      | Indian Wells    | WTA Premier Mandatory  | Hartplatz         | Peng Shuai           | Cara Black Sania Mirza               | 7:65, 6:2          |
| 17. | 8. Juni 2014       | French Open     | Grand Slam             | Sand              | Peng Shuai           | Sara Errani Roberta Vinci            | 6:4, 6:1           |
| 18. | 26. Februar 2017   | Budapest        | WTA International      | Hartplatz (Halle) | Oksana Kalaschnikowa | Arina Rodionova Galina Woskobojewa   | 6:3, 4:6, [10:4]   |
| 19. | 16. April 2017     | Biel            | WTA International      | Hartplatz (Halle) | Monica Niculescu     | Timea Bacsinszky Martina Hingis      | 5:7, 6:3, [10:7]   |
| 20. | 25. November 2017  | Honolulu        | WTA Challenger         | Hartplatz         | Hsieh Shu-ying       | Eri Hozumi Asia Muhammad             | 6:1, 7:63          |
| 21. | 17. März 2018      | Indian Wells    | WTA Premier Mandatory  | Hartplatz         | Barbora Strýcová     | Jekaterina Makarowa Jelena Wesnina   | 6:4, 6:4           |
| 22. | 23. Februar 2019   | Dubai           | WTA Premier 5          | Hartplatz         | Barbora Strýcová     | Lucie Hradecká Jekaterina Makarowa   | 6:4, 6:4           |
| 23. | 11. Mai 2019       | Madrid          | WTA Premier Mandatory  | Sand              | Barbora Strýcová     | Gabriela Dabrowski Xu Yifan          | 6:3, 6:1           |
| 24. | 23. Juni 2019      | Birmingham      | WTA Premier            | Rasen             | Barbora Strýcová     | Anna-Lena Grönefeld Demi Schuurs     | 6:4, 6:74, [10:8]  |
| 25. | 14. Juli 2019      | Wimbledon       | Grand Slam             | Rasen             | Barbora Strýcová     | Gabriela Dabrowski Xu Yifan          | 6:2, 6:4           |
| 26. | 12. Januar 2020    | Brisbane        | WTA Premier            | Hartplatz         | Barbora Strýcová     | Ashleigh Barty Kiki Bertens          | 3:6, 7:67, [10:8]  |
| 27. | 22. Februar 2020   | Dubai           | WTA Premier            | Hartplatz         | Barbora Strýcová     | Barbora Krejčíková Zheng Saisai      | 7:5, 3:6, [10:5]   |
| 28. | 28. Februar 2020   | Doha            | WTA Premier 5          | Hartplatz         | Barbora Strýcová     | Gabriela Dabrowski Jelena Ostapenko  | 6:2, 5:7, [10:2]   |
| 29. | 20. September 2020 | Rom             | WTA Premier 5          | Sand              | Barbora Strýcová     | Anna-Lena Friedsam Raluca Olaru      | 6:2, 6:2           |
| 30. | 10. Juli 2021      | Wimbledon       | Grand Slam             | Rasen             | Elise Mertens        | Weronika Kudermetowa Jelena Wesnina  | 3:6, 7:5, 9:7      |
| 31. | 16. Oktober 2021   | Indian Wells    | WTA 1000               | Hartplatz         | Elise Mertens        | Weronika Kudermetowa Jelena Rybakina | 7:61, 6:3          |
| 32. | 11. Juni 2023      | French Open     | Grand Slam             | Sand              | Wang Xinyu           | Taylor Townsend Leylah Fernandez     | 1:6, 7:6, 6:1      |
| 33. | 16. Juli 2023      | Wimbledon       | Grand Slam             | Rasen             | Barbora Strýcová     | Storm Hunter Elise Mertens           | 7:5, 6:4           |
| 34. | 28. Januar 2024    | Australian Open | Grand Slam             | Hartplatz         | Elise Mertens        | Ljudmyla Kitschenok Jeļena Ostapenko | 6:1, 7:5           |
| 35. | 16. März 2024      | Indian Wells    | WTA 1000               | Hartplatz         | Elise Mertens        | Storm Hunter Kateřina Siniaková      | 6:3, 6:4           |
| 36. | 23. Juni 2024      | Birmingham      | WTA 250                | Rasen             | Elise Mertens        | Miyu Katō Zhang Shuai                | 6:1, 6:3           |

### Mixed
| Nr. | Datum           | Turnier         | Kategorie  | Belag     | Partner       | Finalgegner                      | Ergebnis          |
| --- | --------------- | --------------- | ---------- | --------- | ------------- | -------------------------------- | ----------------- |
| 1.  | 26. Januar 2024 | Australian Open | Grand Slam | Hartplatz | Jan Zieliński | Desirae Krawczyk Neal Skupski    | 6:75, 6:4, [11:9] |
| 2.  | 14. Juli 2024   | Wimbledon       | Grand Slam | Rasen     | Jan Zieliński | Santiago González Giuliana Olmos | 6:4, 6:2          |

## Abschneiden bei Grand-Slam-Turnieren

### Einzel
| Turnier         | 2002 | 2003 | 2004 | 2005 | 2006 | 2007 | 2008 | 2009 | 2010 | 2011 | 2012 | 2013 | 2014 | 2015 | 2016 | 2017 | 2018 | 2019 | 2020 | 2021 | 2022 | 2023 | 2024 | Karriere |
| --------------- | ---- | ---- | ---- | ---- | ---- | ---- | ---- | ---- | ---- | ---- | ---- | ---- | ---- | ---- | ---- | ---- | ---- | ---- | ---- | ---- | ---- | ---- | ---- | -------- |
| Australian Open | Q2   | —    | —    | —    | Q3   | Q2   | AF   | 1    | —    | —    | Q2   | 2    | 1    | Q1   | 2    | 2    | AF   | 3    | 1    | VF   | —    | —    | Q1   | VF       |
| French Open     | —    | —    | —    | —    | 1    | 1    | 1    | Q1   | —    | —    | 1    | 1    | Q1   | Q1   | 2    | 3    | 1    | 2    | 2    | 1    | —    | —    | —    | 3        |
| Wimbledon       | Q2   | —    | —    | —    | 1    | 1    | 2    | Q1   | —    | —    | 3    | 2    | 1    | 2    | 1    | 1    | AF   | 3    |      | 1    | —    | Q3   | —    | AF       |
| US Open         | Q1   | —    | —    | 1    | Q3   | Q3   | 2    | Q1   | —    | —    | 1    | 2    | Q1   | Q2   | 1    | Q3   | 2    | 2    | —    | 2    | —    | —    | —    | 2        |

Zeichenerklärung: S = Turniersieg; F, HF, VF, AF = Einzug ins Finale / Halbfinale / Viertelfinale / Achtelfinale; 1, 2, 3 = Ausscheiden in der 1. / 2. / 3. Hauptrunde; Q1, Q2, Q3 = Ausscheiden in der 1. / 2. / 3. Qualifikationsrunde; nicht ausgetragen

### Doppel
Die Tabelle listet die Ergebnisse der Grand-Slam-Turniere, der Tour Championships, der Olympischen Spiele, des Fed Cups bzw Billie Jean King Cups und der Turniere folgender Kategorien auf: 1990–2008: Tier I, 2009–2020: Premier Mandatory und Premier 5, ab 2021: WTA 1000.
| Turnier              | 2005 | 2006 | 2007 | 2008 | 2009 | 2010 | 2011 | 2012 | 2013 | 2014 | 2015 | 2016 | 2017 | 2018 | 2019 | 2020 | 2021 | 2022 | 2023 | 2024 | 2025 | Karriere |
| -------------------- | ---- | ---- | ---- | ---- | ---- | ---- | ---- | ---- | ---- | ---- | ---- | ---- | ---- | ---- | ---- | ---- | ---- | ---- | ---- | ---- | ---- | -------- |
| Australian Open      | 1    | 2    | 1    | 2    | VF   | AF   | VF   | 2    | AF   | 2    | 2    | AF   | —    | HF   | 2    | F    | 2    | —    | —    | S    | F    | 1 × S    |
| French Open          | —    | —    | 2    | 1    | HF   | 1    | 1    | 2    | 2    | S    | VF   | 1    | 2    | 1    | AF   | AF   | AF   | —    | S    | 2    | 2    | 2 × S    |
| Wimbledon            | —    | 1    | 1    | 1    | 1    | AF   | 1    | AF   | S    | AF   | VF   | 1    | 1    | AF   | S    |      | S    | —    | S    | HF   | F    | 4 × S    |
| US Open              | —    | —    | 1    | 1    | 2    | 2    | AF   | HF   | VF   | AF   | 2    | —    | AF   | AF   | AF   | —    | VF   | —    | HF   | 1    |      | 2 × HF   |
| WTA Finals           | —    | —    | —    | —    | —    | —    | —    | —    | S    | F    | —    | —    | —    | —    | F    |      | F    | —    | —    | RR   |      | 1 × S    |
| Doha                 |      |      |      | —    |      |      |      | 1    | 1    | S    |      | —    |      | 1    |      | S    |      | —    |      | VF   | AF   | 2 × S    |
| Dubai                |      |      |      |      | —    | —    | —    |      |      |      | AF   |      | —    |      | S    |      | —    |      | —    | AF   | F    | 1 × S    |
| Indian Wells         | —    | —    | —    | 1    | AF   | 1    | 1    | 1    | HF   | S    | 1    | 1    | —    | S    | VF   |      | S    | —    | —    | S    | HF   | 4 × S    |
| Miami                | —    | —    | —    | 1    | —    | 1    | AF   | 1    | AF   | 1    | AF   | AF   | —    | 1    | AF   |      | —    | —    | —    | VF   | —    | 1 × VF   |
| Charleston           | —    | —    | —    | —    |      |      |      |      |      |      |      |      |      |      |      |      |      |      |      |      |      | —        |
| Rom                  | —    | —    | —    | —    | S    | —    | 1    | 1    | S    | AF   | VF   | AF   | —    | VF   | AF   | S    | AF   | —    | 1    | VF   | AF   | 3 × S    |
| Madrid               |      |      |      |      | VF   | 1    | VF   | AF   | 1    | HF   | VF   | 1    | —    | AF   | S    |      | AF   | —    | VF   | HF   | HF   | 1 × S    |
| Berlin               | —    | —    | —    | —    |      |      |      |      |      |      |      |      |      |      |      |      |      |      |      |      |      | —        |
| San Diego            | —    | —    | VF   |      |      |      |      |      |      |      |      |      |      |      |      |      |      |      |      |      |      | 1 × VF   |
| Cincinnati           |      |      |      |      | AF   | 2    | 1    | —    | S    | AF   | HF   | —    | F    | 1    | VF   | —    | AF   | —    | AF   | AF   | 1    | 1 × S    |
| Kanada               | —    | —    | —    | —    | AF   | 1    | VF   | —    | 1    | HF   | —    | —    | —    | —    | VF   |      | —    | —    | —    | —    | HF   | 2 × HF   |
| Tokio                | —    | Q1   | —    | HF   | VF   | 1    | 1    | VF   | HF   |      |      |      |      |      |      |      |      |      |      |      |      | 2 × HF   |
| Wuhan                |      |      |      |      |      |      |      |      |      | —    | 1    | —    | —    | AF   | AF   |      |      |      |      | —    |      | 2 × AF   |
| Zürich               | —    | —    | —    |      |      |      |      |      |      |      |      |      |      |      |      |      |      |      |      |      |      | —        |
| Peking               |      |      |      |      | S    | AF   | AF   | AF   | HF   | —    | 1    | —    | AF   | 1    | AF   |      |      |      | 1    | 1    |      | 1 × S    |
| Moskau               | —    | —    | —    | —    |      |      |      |      |      |      |      |      |      |      |      |      |      |      |      |      |      | —        |
| Guadalajara          |      |      |      |      |      |      |      |      |      |      |      |      |      |      |      |      |      | —    | —    |      |      | —        |
| Olympische Spiele    |      |      |      | —    |      |      |      | VF   |      |      |      | —    |      |      |      | —    |      |      |      | VF   |      | 2 × VF   |
| Billie Jean King Cup | —    | —    | —    | —    | —    | —    | —    | —    | —    | —    | —    | —    | —    | —    | —    | —    | —    | —    | —    |      |      | —        |

Zeichenerklärung: S = Turniersieg; F, HF, VF, AF = Einzug ins Finale, Halb-, Viertel-, Achtelfinale; 1, 2, 3 = Ausscheiden in der 1., 2., 3. Haupt- / Finalrunde; Q1, Q2, Q3 = Ausscheiden in der 1., 2. 3. Qualifikationsrunde; KF (kleines Finale) = unterlegen im Spiel um Platz drei; RR = Round Robin (Gruppenphase); nicht ausgetragen oder andere Kategorie; PO (Playoff), P2 = Auf-/Abstiegsrunde zur Weltgruppe I/II im Fed Cup; W2, K1, K2, K3 = Teilnahme in der Weltgruppe II, Kontinentalgruppe I, II, III im Fed Cup.

### Mixed
| Turnier         | 2009 | 2010 | 2011 | 2012 | 2013 | 2014 | 2015 | 2016 | 2017 | 2018 | 2019 | 2020 | 2021 | 2022 | 2023 | 2024 | 2025 | Karriere |
| --------------- | ---- | ---- | ---- | ---- | ---- | ---- | ---- | ---- | ---- | ---- | ---- | ---- | ---- | ---- | ---- | ---- | ---- | -------- |
| Australian Open | —    | 1    | —    | AF   | VF   | 1    | HF   | AF   | —    | —    | —    | AF   | —    | —    | —    | S    | AF   | S        |
| French Open     | AF   | AF   | 1    | —    | AF   | —    | —    | —    | —    | —    | —    |      | —    | —    | AF   | HF   | —    | HF       |
| Wimbledon       | VF   | AF   | HF   | VF   | 1    | —    | —    | —    | —    | —    | 2    |      | —    | —    | —    | S    | VF   | S        |
| US Open         | HF   | 1    | —    | 1    | —    | —    | VF   | —    | —    | —    | 1    |      | —    | —    | AF   | VF   |      | HF       |